# Monte Alegre do Piauí
Monte Alegre do Piauí is een gemeente in de Braziliaanse deelstaat Piauí. De gemeente telt 10.663 inwoners (schatting 2009).